# Плус и минус
Знак плус ( + ) и знак минус ( − ) су математички симболи који се користе за означавање позитивних и негативних функција. Најчешће симбол + представља операцију сабирања, која резултира збиром, док симбол − представља одузимање, што резултира разликом. Осим наведених операција ови симболи могу имати и друга значења, најчешће у областима ван математике. 
Плус и минус су речи латинског порекла које значе "више" и "мање"
Симболи + и −  су међународно признати симболи, али се за њихове функције понекад, иако јако ретко, користе други симболи, као што су хебрејски знак ﬩ за плус и комерцијални знак ⁒ за минус.

## Историја
Још од античког доба су симболи били коришћени за представљање сабирања и одузимања. У раном 15. веку у Европи су се користили симболи p̄ за плус и m̄ за минус. Верује се да је и сам знак − настао од симбола m̄, од упрошћавања слова m или од знака изнад њега.
Знак + је заправо лигатура настала спајањем слова у латинској речи et која значи "и". Осим знака плус, и амперсанд(&) је лигатура настала од речи et.